# Tom Huddlestone
Tom Huddlestone, né le 28 décembre 1986 à Nottingham, est un footballeur international anglais qui évolue au poste de milieu de terrain.

## Biographie
Le 15 juillet 2017, Tom Huddlestone signe un contrat de deux saisons avec Derby County.

## Palmarès
- Tottenham Hotspur
  - Vainqueur de la League Cup en 2008
- Hull City
  - Finaliste de la Coupe d'Angleterre en 2014.